# Blepisanis leleupi
Blepisanis leleupi är en skalbaggsart som först beskrevs av Stefan von Breuning 1961.  Blepisanis leleupi ingår i släktet Blepisanis och familjen långhorningar. Inga underarter finns listade.